# Sezonul 2018 al NFL
Sezonul 2018 al NFL a fost cel de-al 99-lea din istoria National Football League. Sezonul a început pe 6 septembrie 2018 cu meciul dintre campioana en-titre Philadelphia Eagles și Atlanta Falcons, meci care a avut loc în Philadelphia. Sezonul s-a încheiat în data de 3 februarie 2019 pe Mercedes-Benz Stadium din Atlanta, Georgia cu meciul de Super Bowl LIII dintre New England Patriots și Los Angeles Rams, Patriots câștigând cu 13-3, devenind campioană pentru a șasea oară.

## Pre-sezon
Antrenamentele sezonului 2018 au debutat la finalul lunii iulie și au durat până în august. Echipele nu puteau să inițieze aceste antrenamente decât cu maximum 15 zile înainte de primul meci din presezon.

## Sezonul regulat
Sezonul regulat include 256 de meciuri. Fiecare echipă joacă 16 meciuri repartizate pe parcursul a 17 săptămâni consecutive. Ele vor avea la dispoziție o săptămână de repaus numită bye week. Din cauza numărului mic de meciuri nici o echipă nu va juca împotriva tuturor celorlalte echipe. Pentru fiecare echipă, meciurile se vor juca astfel:
- 6 meciuri împotriva celorlalte echipe din aceeași divizie (meciuri tur-retur)
- 4 meciuri împotriva unor echipe dintr-o altă divizie din aceeași conferință (diviziile care se vor întâlni se schimba în fiecare an după o rotație prestabilită)
- 4 meciuri împotriva unor echipe dintr-o altă divizie din cealaltă conferință (diviziile care se vor întâlni se schimbă în fiecare an după o rotație prestabilita)
- 2 meciuri împotriva echipelor din aceeași conferință care au terminat pe același loc în sezonul precedent (locul 1 contra locul 1, locul 2 contra locul 2, etc.)

Sezonul regulat 2018 a început pe 6 septembrie și s-a încheiat pe 30 decembrie 2018.

### Meciuri intra-conferințe
- AFC East - AFC South
- AFC West - AFC North
- NFC East - NFC South
- NFC West - NFC North

### Meciuri inter-conferințe
- AFC East - NFC North
- AFC North - NFC South
- AFC South - NFC East
- AFC West - NFC West

### Meciuri internaționale
Trei jocuri s-au disputat la Londra în 2018. Acesta a fost primul sezon al unui acord de 10 ani în urma căruia s-a stabilit să se joace cel puțin un meci pe sezon pe noul stadion al celor de la Tottenham Hotspur, când Oakland Raiders a găzduit Seattle Seahawks pe 14 octombrie. Alte două jocuri s-au jucat pe Stadionul Wembley, Los Angeles Chargers contra Tennessee Titans pe 21 octombrie pe CBS și Jacksonville Jaguars contra Philadelphia Eagles pe 28 octombrie pe NFLN. Aceasta a fost prima dată când jocurile care s-au desfășurat la Londra s-au jucat în trei săptămâni consecutive, o mișcare pe care liga a luat-o pentru a încerca să-și eficientizeze operațiunile din Londra.
La 19 noiembrie 2018, pe Estadio Azteca din Mexico City s-a desfășurat un meci în Mexic, în conformitate cu acordul stabilit în noiembrie 2017, meci în care s-au înfruntat Los Angeles Rams și Kansas City Chiefs.

## Clasamente sezonul regulat
| AFC East                            | AFC East | AFC East | AFC East | AFC East | AFC East | AFC East | AFC East | AFC East | AFC East |
| vizualizare • discuție • modificare | V        | Î        | E        | PCT      | DIV      | CONF     | PM       | PP       | CON      |
| ----------------------------------- | -------- | -------- | -------- | -------- | -------- | -------- | -------- | -------- | -------- |
| (2)New England Patriots             | 11       | 5        | 0        | 68,8%    | 5-1      | 8-4      | 436      | 325      | V2       |
| Miami Dolphins                      | 7        | 9        | 0        | 43,8%    | 4-2      | 6-6      | 319      | 433      | Î3       |
| Buffalo Bills                       | 6        | 10       | 0        | 37,5%    | 2-4      | 4-8      | 269      | 374      | V1       |
| New York Jets                       | 4        | 12       | 0        | 25,0%    | 1-5      | 3-9      | 333      | 441      | Î3       |

| AFC North                           | AFC North | AFC North | AFC North | AFC North | AFC North | AFC North | AFC North | AFC North | AFC North |
| vizualizare • discuție • modificare | V         | Î         | E         | PCT       | DIV       | CONF      | PM        | PP        | CON       |
| ----------------------------------- | --------- | --------- | --------- | --------- | --------- | --------- | --------- | --------- | --------- |
| (4)Baltimore Ravens                 | 10        | 6         | 0         | 62,5%     | 3-3       | 8-4       | 389       | 287       | V3        |
| Pittsburgh Steelers                 | 9         | 6         | 1         | 59,7%     | 4-1-1     | 6-5-1     | 428       | 360       | V1        |
| Cleveland Browns                    | 7         | 8         | 1         | 46,9%     | 4-1-1     | 6-5-1     | 359       | 392       | Î1        |
| Cincinnati Bengals                  | 6         | 10        | 0         | 37,5%     | 1-5       | 4-8       | 368       | 455       | Î2        |

| AFC South                           | AFC South | AFC South | AFC South | AFC South | AFC South | AFC South | AFC South | AFC South | AFC South |
| vizualizare • discuție • modificare | V         | Î         | E         | PCT       | DIV       | CONF      | PM        | PP        | CON       |
| ----------------------------------- | --------- | --------- | --------- | --------- | --------- | --------- | --------- | --------- | --------- |
| (3)Houston Texans                   | 11        | 5         | 0         | 68,8%     | 4-2       | 9-3       | 402       | 316       | V1        |
| (6)Indianapolis Colts               | 10        | 6         | 0         | 62,5%     | 4-2       | 7-5       | 433       | 344       | V4        |
| Tennessee Titans                    | 9         | 7         | 0         | 56,3%     | 3-3       | 5-7       | 310       | 303       | Î1        |
| Jacksonville Jaguars                | 5         | 11        | 0         | 31,3%     | 1-5       | 4-8       | 245       | 316       | Î1        |

| AFC West                            | AFC West | AFC West | AFC West | AFC West | AFC West | AFC West | AFC West | AFC West | AFC West |
| vizualizare • discuție • modificare | V        | Î        | E        | PCT      | DIV      | CONF     | PM       | PP       | CON      |
| ----------------------------------- | -------- | -------- | -------- | -------- | -------- | -------- | -------- | -------- | -------- |
| (1)Kansas City Chiefs               | 12       | 4        | 0        | 75,0%    | 5-1      | 10-2     | 565      | 421      | V1       |
| (5)Los Angeles Chargers             | 12       | 4        | 0        | 75,0%    | 4-2      | 9-3      | 428      | 329      | V1       |
| Denver Broncos                      | 6        | 10       | 0        | 37,5%    | 2-4      | 4-8      | 329      | 349      | Î4       |
| Oakland Raiders                     | 4        | 12       | 0        | 25,0%    | 1-5      | 3-9      | 290      | 467      | Î1       |

| NFC East                            | NFC East | NFC East | NFC East | NFC East | NFC East | NFC East | NFC East | NFC East | NFC East |
| vizualizare • discuție • modificare | V        | Î        | E        | PCT      | DIV      | CONF     | PM       | PP       | CON      |
| ----------------------------------- | -------- | -------- | -------- | -------- | -------- | -------- | -------- | -------- | -------- |
| (4)Dallas Cowboys                   | 10       | 6        | 0        | 62,5%    | 5-1      | 9-3      | 339      | 324      | V2       |
| (6)Philadelphia Eagles              | 9        | 7        | 0        | 56,3%    | 4-2      | 6-6      | 367      | 348      | V3       |
| Washington Redskins                 | 7        | 9        | 0        | 43,8%    | 2-4      | 6-6      | 281      | 359      | Î2       |
| New York Giants                     | 5        | 11       | 0        | 31,3%    | 1-5      | 4-8      | 369      | 412      | Î3       |

| NFC North                           | NFC North | NFC North | NFC North | NFC North | NFC North | NFC North | NFC North | NFC North | NFC North |
| vizualizare • discuție • modificare | V         | Î         | E         | PCT       | DIV       | CONF      | PM        | PP        | CON       |
| ----------------------------------- | --------- | --------- | --------- | --------- | --------- | --------- | --------- | --------- | --------- |
| (3)Chicago Bears                    | 12        | 4         | 0         | 75,0%     | 5-1       | 10-2      | 421       | 283       | V4        |
| Minnesota Vikings                   | 8         | 7         | 1         | 53,1%     | 3-2-1     | 6-5-1     | 360       | 341       | Î1        |
| Green Bay Packers                   | 6         | 9         | 1         | 40,6%     | 1-4-1     | 3-8-1     | 376       | 400       | Î1        |
| Detroit Lions                       | 6         | 10        | 0         | 37,5%     | 2-4       | 4-8       | 324       | 360       | V1        |

| NFC South                           | NFC South | NFC South | NFC South | NFC South | NFC South | NFC South | NFC South | NFC South | NFC South |
| vizualizare • discuție • modificare | V         | Î         | E         | PCT       | DIV       | CONF      | PM        | PP        | CON       |
| ----------------------------------- | --------- | --------- | --------- | --------- | --------- | --------- | --------- | --------- | --------- |
| (1)New Orleans Saints               | 13        | 3         | 0         | 81,3%     | 4-2       | 9-3       | 504       | 353       | Î1        |
| Atlanta Falcons                     | 7         | 9         | 0         | 43,8%     | 4-2       | 7-5       | 414       | 423       | V3        |
| Carolina Panthers                   | 7         | 9         | 0         | 43,8%     | 2-4       | 5-7       | 376       | 382       | V1        |
| Tampa Bay Buccaneers                | 5         | 11        | 0         | 31,3%     | 2-4       | 4-8       | 396       | 464       | Î4        |

| NFC West                            | NFC West | NFC West | NFC West | NFC West | NFC West | NFC West | NFC West | NFC West | NFC West |
| vizualizare • discuție • modificare | V        | Î        | E        | PCT      | DIV      | CONF     | PM       | PP       | CON      |
| ----------------------------------- | -------- | -------- | -------- | -------- | -------- | -------- | -------- | -------- | -------- |
| (2)Los Angeles Rams                 | 13       | 3        | 0        | 81,3%    | 6-0      | 9-3      | 527      | 384      | V2       |
| (5)Seattle Seahawks                 | 10       | 6        | 0        | 62,5%    | 3-3      | 8-4      | 428      | 347      | V2       |
| San Francisco 49ers                 | 4        | 12       | 0        | 25,0%    | 1-5      | 2-10     | 342      | 435      | Î2       |
| Arizona Cardinals                   | 3        | 13       | 0        | 18,8%    | 2-4      | 3-9      | 225      | 425      | Î4       |

| Clasament AFC 2018               | Clasament AFC 2018   | Clasament AFC 2018 | Clasament AFC 2018 | Clasament AFC 2018 | Clasament AFC 2018 | Clasament AFC 2018 | Clasament AFC 2018 | Clasament AFC 2018 | Clasament AFC 2018 | Clasament AFC 2018 | Clasament AFC 2018 |
| #                                | Echipa               | Divizia            | V                  | Î                  | E                  | PCT                | DIV                | CONF               | SOS                | SOV                | CON                |
| -------------------------------- | -------------------- | ------------------ | ------------------ | ------------------ | ------------------ | ------------------ | ------------------ | ------------------ | ------------------ | ------------------ | ------------------ |
| Division leaders                 |                      |                    |                    |                    |                    |                    |                    |                    |                    |                    |                    |
| 1                                | Kansas City Chiefs   | Vest               | 12                 | 4                  | 0                  | 75,0%              | 5–1                | 10–2               | .480               | .401               | V1                 |
| 2                                | New England Patriots | Est                | 11                 | 5                  | 0                  | 68,8%              | 5–1                | 8–4                | .482               | .494               | V2                 |
| 3                                | Houston Texans       | Sud                | 11                 | 5                  | 0                  | 68,8%              | 4–2                | 9–3                | .471               | .435               | V1                 |
| 4                                | Baltimore Ravens     | Nord               | 10                 | 6                  | 0                  | 62,5%              | 3–3                | 8–4                | .496               | .450               | V3                 |
| Wild Cards                       |                      |                    |                    |                    |                    |                    |                    |                    |                    |                    |                    |
| 5                                | Los Angeles Chargers | Vest               | 12                 | 4                  | 0                  | 75,0%              | 4–2                | 9–3                | .477               | .422               | V1                 |
| 6                                | Indianapolis Colts   | Sud                | 10                 | 6                  | 0                  | 62,5%              | 4–2                | 7–5                | .465               | .456               | V4                 |
| Nu s-au calificat pentru playoff |                      |                    |                    |                    |                    |                    |                    |                    |                    |                    |                    |
| 7                                | Pittsburgh Steelers  | Nord               | 9                  | 6                  | 1                  | 59,4%              | 4–1–1              | 6–5–1              | .504               | .448               | V1                 |
| 8                                | Tennessee Titans     | Sud                | 9                  | 7                  | 0                  | 56,3%              | 3–3                | 5–7                | .520               | .465               | Î1                 |
| 9                                | Cleveland Browns     | Nord               | 7                  | 8                  | 1                  | 46,9%              | 3–2–1              | 5–6–1              | .516               | .411               | Î1                 |
| 10                               | Miami Dolphins       | Est                | 7                  | 9                  | 0                  | 43,8%              | 4–2                | 6–6                | .469               | .446               | Î3                 |
| 11                               | Denver Broncos       | Vest               | 6                  | 10                 | 0                  | 37,5%              | 2–4                | 4–8                | .523               | .464               | Î4                 |
| 12                               | Cincinnati Bengals   | Nord               | 6                  | 10                 | 0                  | 37,5%              | 1–5                | 4–8                | .535               | .448               | Î2                 |
| 13                               | Buffalo Bills        | Est                | 6                  | 10                 | 0                  | 37,5%              | 2–4                | 4–8                | .523               | .411               | V1                 |
| 14                               | Jacksonville Jaguars | Sud                | 5                  | 11                 | 0                  | 31,3%              | 1–5                | 4–8                | .549               | .463               | Î1                 |
| 15                               | New York Jets        | Est                | 4                  | 12                 | 0                  | 25,0%              | 1–5                | 3–9                | .506               | .438               | Î3                 |
| 16                               | Oakland Raiders      | Vest               | 4                  | 12                 | 0                  | 25,0%              | 1–5                | 3–9                | .547               | .406               | Î1                 |
| Tiebreakers                      |                      |                    |                    |                    |                    |                    |                    |                    |                    |                    |                    |
| 1. 2. 3. 4. 5.                   |                      |                    |                    |                    |                    |                    |                    |                    |                    |                    |                    |

| Clasament NFC 2018               | Clasament NFC 2018   | Clasament NFC 2018 | Clasament NFC 2018 | Clasament NFC 2018 | Clasament NFC 2018 | Clasament NFC 2018 | Clasament NFC 2018 | Clasament NFC 2018 | Clasament NFC 2018 | Clasament NFC 2018 | Clasament NFC 2018 |
| #                                | Echipa               | Divizia            | V                  | Î                  | E                  | PCT                | DIV                | CONF               | SOS                | SOV                | CON                |
| -------------------------------- | -------------------- | ------------------ | ------------------ | ------------------ | ------------------ | ------------------ | ------------------ | ------------------ | ------------------ | ------------------ | ------------------ |
| Division leaders                 |                      |                    |                    |                    |                    |                    |                    |                    |                    |                    |                    |
| 1                                | New Orleans Saints   | Sud                | 13                 | 3                  | 0                  | 81,3%              | 4–2                | 9–3                | .482               | .488               | Î1                 |
| 2                                | Los Angeles Rams     | Vest               | 13                 | 3                  | 0                  | 81,3%              | 6–0                | 9–3                | .480               | .428               | V2                 |
| 3                                | Chicago Bears        | Nord               | 12                 | 4                  | 0                  | 75,5%              | 5–1                | 10–2               | .430               | .419               | V4                 |
| 4                                | Dallas Cowboys       | Est                | 10                 | 6                  | 0                  | 62,5%              | 5–1                | 9–3                | .488               | .444               | V2                 |
| Wild Cards                       |                      |                    |                    |                    |                    |                    |                    |                    |                    |                    |                    |
| 5                                | Seattle Seahawks     | Vest               | 10                 | 6                  | 0                  | 62,5%              | 3–3                | 8–4                | .484               | .400               | V2                 |
| 6                                | Philadelphia Eagles  | Est                | 9                  | 7                  | 0                  | 56,3%              | 4–2                | 6–6                | .518               | .486               | V3                 |
| Nu s-au calificat pentru playoff |                      |                    |                    |                    |                    |                    |                    |                    |                    |                    |                    |
| 7                                | Minnesota Vikings    | Nord               | 8                  | 7                  | 1                  | 53,1%              | 3–2–1              | 6–5–1              | .504               | .355               | Î1                 |
| 8                                | Atlanta Falcons      | Sud                | 7                  | 9                  | 0                  | 43,8%              | 4–2                | 7–5                | .482               | .348               | V3                 |
| 9                                | Washington Redskins  | Est                | 7                  | 9                  | 0                  | 43,8%              | 2–4                | 6–6                | .486               | .371               | Î2                 |
| 10                               | Carolina Panthers    | Sud                | 7                  | 9                  | 0                  | 43,8%              | 2–4                | 5–7                | .508               | .518               | V1                 |
| 11                               | Green Bay Packers    | Nord               | 6                  | 9                  | 1                  | 40,6%              | 1–4–1              | 3–8–1              | .488               | .417               | Î1                 |
| 12                               | Detroit Lions        | Nord               | 6                  | 10                 | 0                  | 37,5%              | 2–4                | 4–8                | .504               | .427               | V1                 |
| 13                               | New York Giants      | Est                | 5                  | 11                 | 0                  | 31,3%              | 1–5                | 4–8                | .527               | .487               | Î3                 |
| 14                               | Tampa Bay Buccaneers | Sud                | 5                  | 11                 | 0                  | 31,3%              | 2–4                | 4–8                | .523               | .506               | Î4                 |
| 15                               | San Francisco 49ers  | Vest               | 4                  | 12                 | 0                  | 25,0%              | 1–5                | 2–10               | .504               | .406               | Î2                 |
| 16                               | Arizona Cardinals    | Vest               | 3                  | 13                 | 0                  | 18,8%              | 2–4                | 3–9                | .527               | .302               | Î4                 |
| Tiebreakers                      |                      |                    |                    |                    |                    |                    |                    |                    |                    |                    |                    |
| 1. 2. 3. 4.                      |                      |                    |                    |                    |                    |                    |                    |                    |                    |                    |                    |

## Rezultate sezonul regulat
Sezonul regulat a luat startul pe 6 septembrie 2018.

## Play-off

### Meciurile de calificare pentru play-off

#### AFC
- Houston Texans - Indianapolis Colts 7 - 21
- Baltimore Ravens - Los Angeles Chargers 17 - 23

#### NFC
- Chicago Bears - Philadelphia Eagles 15 - 16
- Dallas Cowboys - Seattle Seahawks 24 - 22

### Meciurile din play-off
|  | Semifinale pe conferințe | Semifinale pe conferințe |                          |    | Finale pe conferințe | Finale pe conferințe |  |  | Finala NFL | Finala NFL |
|  |                          |                          |                          |    |                      |                      |  |  |            |            |
|  | 13 ianuarie              |                          |                          |    |                      |                      |  |  |            |            |
|  |                          |                          |                          |    |                      |                      |  |  |            |            |
|  | New England Patriots (2) | 41                       |                          |    |                      |                      |  |  |            |            |
|  | New England Patriots (2) | 41                       | 20 ianuarie              |    |                      |                      |  |  |            |            |
|  | Los Angeles Chargers (5) | 28                       |                          |    |                      |                      |  |  |            |            |
|  | Los Angeles Chargers (5) | 28                       | Kansas City Chiefs (1)   | 31 |                      |                      |  |  |            |            |
|  | 12 ianuarie              |                          | Kansas City Chiefs (1)   | 31 |                      |                      |  |  |            |            |
|  |                          | New England Patriots (2) | 37                       |    |                      |                      |  |  |            |            |
|  | Kansas City Chiefs (1)   | New England Patriots (2) | 37                       | 31 |                      |                      |  |  |            |            |
|  | Kansas City Chiefs (1)   |                          | 3 februarie              | 31 |                      |                      |  |  |            |            |
|  | Indianapolis Colts (6)   | 13                       |                          |    |                      |                      |  |  |            |            |
|  | Indianapolis Colts (6)   | 13                       | New England Patriots (2) |    |                      |                      |  |  |            |            |
|  | 12 ianuarie              |                          |                          |    |                      |                      |  |  |            |            |
|  |                          | Los Angeles Rams (2)     |                          |    |                      |                      |  |  |            |            |
|  | Los Angeles Rams (2)     | 30                       |                          |    |                      |                      |  |  |            |            |
|  | Los Angeles Rams (2)     | 30                       | 20 ianuarie              |    |                      |                      |  |  |            |            |
|  | Dallas Cowboys (4)       | 22                       |                          |    |                      |                      |  |  |            |            |
|  | Dallas Cowboys (4)       | 22                       | New Orleans Saints (1)   | 23 |                      |                      |  |  |            |            |
|  | 13 ianuarie              |                          | New Orleans Saints (1)   | 23 |                      |                      |  |  |            |            |
|  |                          | Los Angeles Rams (2)     | 26                       |    |                      |                      |  |  |            |            |
|  | New Orleans Saints (1)   | Los Angeles Rams (2)     | 26                       | 20 |                      |                      |  |  |            |            |
|  | New Orleans Saints (1)   |                          |                          | 20 |                      |                      |  |  |            |            |
|  | Philadelphia Eagles (6)  | 14                       |                          |    |                      |                      |  |  |            |            |
|  | Philadelphia Eagles (6)  | 14                       |                          |    |                      |                      |  |  |            |            |

## Premii

### Jucătorul etapei și al lunii
Următorii jucători au fost cei mai buni jucători în timpul sezonului 2018:
| Etapa/ Luna | Ofensiv Jucătorul etapei/lunii           | Ofensiv Jucătorul etapei/lunii          | Defensiv Jucătorul etapei/lunii     | Defensiv Jucătorul etapei/lunii       | Echipa specială Jucătorul etapei/lunii    | Echipa specială Jucătorul etapei/lunii  |
| Etapa/ Luna | AFC                                      | NFC                                     | AFC                                 | NFC                                   | AFC                                       | NFC                                     |
| ----------- | ---------------------------------------- | --------------------------------------- | ----------------------------------- | ------------------------------------- | ----------------------------------------- | --------------------------------------- |
| 1           | Patrick Mahomes (Kansas City Chiefs)     | Ryan Fitzpatrick (Tampa Bay Buccaneers) | T. J. Watt (Pittsburgh Steelers)    | Harrison Smith (Minnesota Vikings)    | Jakeem Grant (Miami Dolphins)             | Greg Zuerlein (Los Angeles Rams)        |
| 2           | Patrick Mahomes (Kansas City Chiefs)     | Ryan Fitzpatrick (Tampa Bay Buccaneers) | Darius Leonard (Indianapolis Colts) | Danny Trevathan (Chicago Bears)       | Dane Cruikshank (Tennessee Titans)        | Robbie Gould (San Francisco 49ers)      |
| 3           | Ben Roethlisberger (Pittsburgh Steelers) | Drew Brees (New Orleans Saints)         | Matt Milano (Buffalo Bills)         | Efe Obada (Carolina Panthers)         | Justin Tucker (Baltimore Ravens)          | Blake Countess (Los Angeles Rams)       |
| 4           | Marcus Mariota (Tennessee Titans)        | Jared Goff (Los Angeles Rams)           | Jadeveon Clowney (Houston Texans)   | Demario Davis (New Orleans Saints)    | Dwayne Harris (Oakland Raiders)           | Brett Maher (Dallas Cowboys)            |
| Sept.       | Patrick Mahomes (Kansas City Chiefs)     | Jared Goff (Los Angeles Rams)           | J. J. Watt (Houston Texans)         | Khalil Mack (Chicago Bears)           | Justin Tucker (Baltimore Ravens)          | Wil Lutz K (New Orleans Saints)         |
| 5           | Isaiah Crowell (New York Jets)           | Drew Brees (New Orleans Saints)         | T. J. Watt (Pittsburgh Steelers)    | Chandler Jones (Arizona Cardinals)    | Denzel Ward (Cleveland Browns)            | Graham Gano (Carolina Panthers)         |
| 6           | Albert Wilson (Miami Dolphins)           | Todd Gurley RB (Los Angeles Rams)       | Za'Darius Smith (Baltimore Ravens)  | Frank Clark (Seattle Seahawks)        | Jason Myers (New York Jets)               | Mason Crosby (Green Bay Packers)        |
| 7           | Emmanuel Sanders (Denver Broncos)        | Cam Newton (Carolina Panthers)          | Mike Mitchell (Indianapolis Colts)  | Aaron Donald (Los Angeles Rams)       | Dont'a Hightower (New England Patriots)   | Giorgio Tavecchio (Atlanta Falcons)     |
| 8           | James Conner (Pittsburgh Steelers)       | Adrian Peterson (Washington Redskins)   | Dee Ford (Kansas City Chiefs)       | P. J. Williams (New Orleans Saints)   | Adam Vinatieri (Indianapolis Colts)       | Michael Dickson (Seattle Seahawks)      |
| Oct.        | James Conner (Pittsburgh Steelers)       | Todd Gurley RB (Los Angeles Rams)       | Dee Ford (Kansas City Chiefs)       | Aaron Donald (Los Angeles Rams)       | Stephen Gostkowski (New England Patriots) | Graham Gano (Carolina Panthers)         |
| 9           | Kareem Hunt RB (Kansas City Chiefs)      | Michael Thomas (New Orleans Saints)     | Desmond King (Los Angeles Chargers) | Danielle Hunter (Minnesota Vikings)   | Matt Haack (Miami Dolphins)               | Bradley Pinion (San Francisco 49ers)    |
| 10          | Ben Roethlisberger (Pittsburgh Steelers) | Mitchell Trubisky (Chicago Bears)       | Wesley Woodyard (Tennessee Titans)  | Leighton Vander Esch (Dallas Cowboys) | Stephen Hauschka (Buffalo Bills)          | Tress Way (Washington Redskins)         |
| 11          | Andrew Luck (Indianapolis Colts)         | Saquon Barkley (New York Giants)        | Von Miller (Denver Broncos)         | Samson Ebukam (Los Angeles Rams)      | Daniel Carlson (Oakland Raiders)          | Cody Parkey (Chicago Bears)             |
| 12          | Philip Rivers (Los Angeles Chargers)     | Amari Cooper (Dallas Cowboys)           | J. J. Watt (Houston Texans)         | Eddie Jackson (Chicago Bears)         | Cyrus Jones (Baltimore Ravens)            | Sebastian Janikowski (Seattle Seahawks) |
| Nov.        | Andrew Luck (Indianapolis Colts)         | Drew Brees (New Orleans Saints)         | Chris Jones (Kansas City Chiefs)    | Eddie Jackson (Chicago Bears)         | Justin Tucker (Baltimore Ravens)          | Michael Dickson (Seattle Seahawks)      |
| 13          | Phillip Lindsay (Denver Broncos)         | Todd Gurley (Los Angeles Rams)          | Xavien Howard (Miami Dolphins)      | Bobby Wagner (Seattle Seahawks)       | Desmond King (Los Angeles Chargers)       | Aldrick Rosas (New York Giants)         |
| 14          | Derrick Henry (Tennessee Titans)         | Amari Cooper (Dallas Cowboys)           | Denico Autry (Indianapolis Colts)   | Darius Slay (Detroit Lions)           | Michael Badgley (Los Angeles Chargers)    | Taysom Hill (New Orleans Saints)        |
| 15          | Mike Williams (Los Angeles Chargers)     | Dalvin Cook (Minnesota Vikings)         | Joe Haden (Pittsburgh Steelers)     | Grady Jarrett (Atlanta Falcons)       | Ka'imi Fairbairn (Houston Texans)         | Robbie Gould (San Francisco 49ers)      |
| 16          | Baker Mayfield (Cleveland Browns)        | Nick Foles (Philadelphia Eagles)        | Patrick Onwuasor Baltimore Ravens)  | Aaron Donald (Los Angeles Rams)       | Dwayne Harris (Oakland Raiders)           | Brett Maher (Dallas Cowboys)            |